# Rhodotorula marina
Rhodotorula marina är en svampart som beskrevs av Phaff, Mrak & O.B. Williams 1952. Rhodotorula marina ingår i släktet Rhodotorula, ordningen Sporidiobolales, klassen Microbotryomycetes, divisionen basidiesvampar och riket svampar.   Inga underarter finns listade i Catalogue of Life.